# Eleanna Christinaki
Eleanna Christinaki   (Paralimni, 16 de desembre de 1996), grec: Ελεάννα Χριστινάκη, és una jugadora greco-xipriota de bàsquet professional. Juga al València Basket Club.

## Biografia
Christinaki va fitxar per Panathinaikos el 2011. Va estar tres anys, i va guanyar la lliga grega de Bàsquet femení la temporada 2012–13, sent convocada per l'equip nacional grec sènior. És la segona jugadora més jove en ser convocada a l'equip nacional. Entre 2013 i 2015 va aconseguir el premi per a la millor jugador jove a Grècia, sent la millor de les cinc jugadores joves més valuoses a Grècia en tres temporades. També va jugar amb Athinaikos, amb els quals va guanyar l'Eurocup durant la temporada 2014–15. Jugant amb Athinaikos femení, va ser la jugadora més valuable de les joves jugadores en el Campionat de Bàsquet grec. Va aconseguir una mitjana de 15 punts de joc i 5 rebots per partit.
En 2015 va començar la seua carrera universitària com a membre de l'equip Florida Gators. Durant la primera temporada, va fer una mitjana de 10,4 punts per partit en 31 partits. També va puntuar en doble-figures 17 partits. Va ser votada la millor rookie de l'equip en Pretemporada.
En la segona temporada, va jugar a Florida 9 partits per al Gators, on ella va anotar 17,6 punts per joc. Al desembre de 2016 va anunciar que deixava l'equip.
Al gener de 2017 va anunciar-se la seua incorporació al Maryland Terrapins, l'equip de bàsquet femení que en aquell temps era el 3r millor del país.
En la seua única temporada amb el Maryland Terrapins, va fer una mitjana de 11,8 punts i 4,6 rebots en 22 partits. En el seu primer partit, va aconseguir 32 punts, en un resultat de 113–49, victòria sobre Coppin State, i ella va ser la primera jugadora de Maryland a puntuar 23 punts en un debut. Ella també va aconseguir 26 punts contra l'estat d'Ohio, victòria a casa amb un 99–69.
El 23 de juny de 2018 va anunciar el seu salt a competició sènior, jugant professionalment i amb responsabilitats amb l'equip nacional absolut grec. En 2018 va participar en el campionat mundial amb l'equip nacional grec, classificant com a novenes del món. L'1 de novembre va signar amb Guernica KESB, on sols va jugar 2 mesos.
Va fitxar pel Castors Braine belga, amb el qual va disputar l'Eurolliga i va ser campiona de la Lliga. La temporada 2019/20 la passa en blanc recuperant-se d'una lesió de genoll. A l'estiu de 2020 va tornar a Espanya per a fitxar per a tota la temporada 2020-2021 per Alter Enersun Al-Qazeres.
Al gener de 2022 va fitxar per l'equip Araski AES, de Vitòria, per a jugar en la Lliga Femenina. En finalitzar la temporada tingué una breu estada a Famila Basket Schio, on guanya la Supercopa, fins que l'octubre del 2022 s'anuncia la seua incorporació al València Basket.